# گربه‌های اهل عمل
گربه‌های اهل عمل (۱۹۳۹) مجموعه ای از شعرهای تی. اس. الیوت دربارهٔ روانشناسی و جامعه‌شناسی گربه‌ها است که توسط نشر فابر و فابر منتشر شده‌است. این کتاب زمینه‌ای برای موزیکال گربههای اندرو لوید وبر در سال ۱۹۸۱ بود
الیوت شعرها را در دهه ۱۹۳۰ سرود و آنها را با نام مستعار «صاریغِ پیر» در نامه‌هایی به فرزندان تعمیدی خود گنجاند. شعرها در سال ۱۹۳۹، با نقاشی‌هایی از نویسنده روی جلد جمع‌آوری و منتشر شدند و بلافاصله در سال ۱۹۴۰ دوباره چاپ شدند. شعرها همچنین در کتاب‌هایی با تصویرگری ادوارد گوری (۱۹۸۲)، آکسل شفلر (۲۰۰۹) و ربکا اشداون (۲۰۱۴) منتشر شده‌اند.

## ترجمهٔ فارسی
این کتاب با ترجمهٔ جواد دانش‌آرا از سوی نشر نیلوفر منتشر شده‌است.